# Zeevang
Zeevang () est une ancienne commune néerlandaise située dans la province de la Hollande-Septentrionale. Son chef-lieu était Oosthuizen.

## Géographie
Le territoire de la commune s'étendait sur 54,34 km2 dont 16,66 km2 d’eau, à l'est de la Hollande-Septentrionale, sur la rive du Markermeer. 
Elle était constituée des villages de Beets, Etersheim, Hobrede, Kwadijk, Middelie, Oosthuizen, Schardam et Warder.

## Histoire
La commune est créée en 1970 par la fusion des anciennes communes de Beets, Kwadijk, Middelie, Oosthuizen et Warder.
Elle était membre de la communauté Stadsregio Amsterdam regroupant les communes autour d'Amsterdam.
À partir de 2012, un projet de fusion avec la commune voisine d'Edam-Volendam est engagé. La fusion est effective le 1er janvier 2016.

## Démographie
En 2015, la commune comptait 6 269 habitants.